# ブリット・エクランド
ブリット・エクランド（Britt Ekland, 本名 Britt-Marie Ekland, 1942年10月6日 - ）スウェーデン、ストックホルム出身の女優である。イギリス在住。

## 略歴

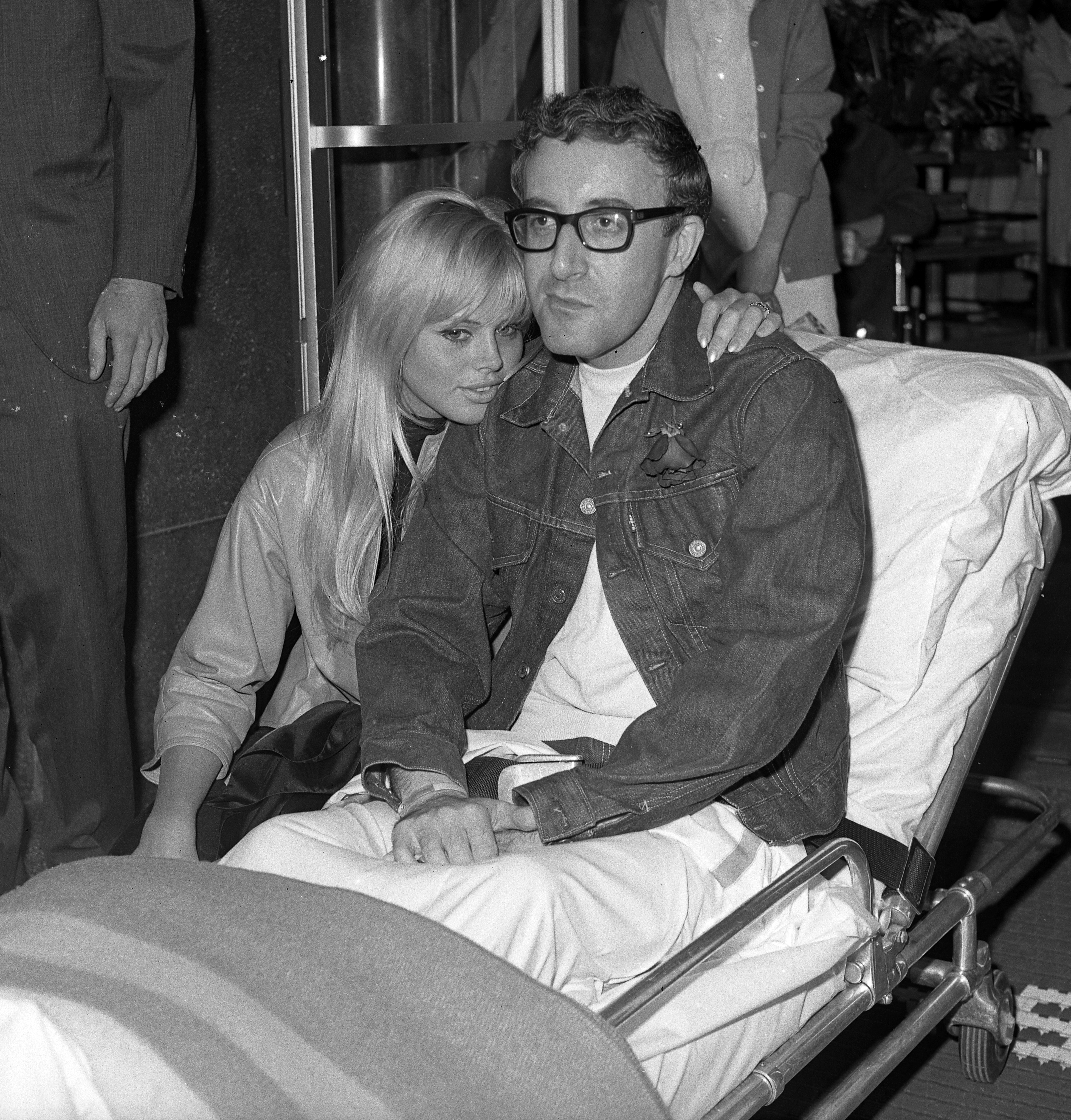
エクランドと夫のピーター・セラーズ（1964年）

15歳の時、歯磨きのCFで売り出した。演劇学校在学中にイタリア映画の端役でデビュー。イギリスに渡ってからピーター・セラーズと結婚、1児をもうけるが後に離婚。ロック・スターのロッド・スチュワートとのロマンスの後、同じくロック・ミュージシャンのスリム・ジム・ファントムと結婚、1児をもうけるが再び離婚する。
自伝で亡き夫ピーター・セラーズとの赤裸々な事実を書いたりなど、度々ゴシップ面に登場。ピーター・セラーズの伝記映画『ライフ・イズ・コメディ! ピーター・セラーズの愛し方』ではシャーリーズ・セロンが彼女を演じた。

## 主な出演作品
- ダブルマン - The Double Man (1967)
- ナイト・チャイルド - Night Child (1972)
- TVシリーズ警部マクロード はだしのスチュワーデス　The Barefoot Stewardess Caper (1972)
- ウィッカーマン - The Wicker Man (1973)
- 007 黄金銃を持つ男 - The Man with the Golden Gun (1974)
- ローヤル・フラッシュ - Royal Flash (1975)
- バージンバケーション/ボクのナンパマニュアル教えます - Fraternity Vacation (1985)
- スキャンダル - Scandal (1989)